# Marcheline Bertrand
Marcheline Bertrand, született Marcia Lynne Bertrand (Blue Island, 1950. május 9. – Los Angeles, 2007. január 27.) kanadai-francia és irokéz indián származású amerikai színésznő. Jon Voight volt felesége, James Haven és Angelina Jolie színészek édesanyja.

## Élete és pályafutása
Gyakran emlegetett tévhit, hogy Párizsban született és francia volt. Valójában az Illinois állambeli Blue Island településen született. Szülei egy bowlingpályát üzemeltettek az egyik külső kerületben. A kislány mindenképpen színésznő szeretett volna lenni, ezért kérésére édesanyja már kora gyermekkorától színi- és táncórákra vitte.
Bár Bertrand gyermekei nevelése mellett színészi ambícióit feladta, a film és más művészetek világától sosem távolodott el. Gyerekeivel gyakran járt színházba és otthon is rendeztek előadásokat, így bátorította őket, hogy ők is művészi pályára lépjenek. Fiából filmrendező, lányából Oscar-díjas, népszerű színésznő lett. Interjúikban mindketten nagy csodálattal említették édesanyjukat ereje, kitartása és töretlen életkedve miatt.

## Magánélete és halála
1971-ben házasodott össze Jon Voight-tal. A párnak két gyermeke született: 1973-ban James Haven, 1975-ben pedig Angelina Jolie. Lányuk születése után egy évvel Voight elhagyta a családot, 1978-ban pedig hivatalosan is elváltak. Bertrand még ebben az évben találkozott Bill Day dokumentumfilmessel, akivel 12 évig élt együtt Beverly Hillsben és New Yorkban. Kapcsolatuk alatt Bertrand többször is elvetélt, így közös gyermekük nem született.
Hét és fél évnyi betegség után, 2007. január 27-én hunyt el Los Angelesben petefészekrákban. Halálakor gyermekei, James Haven, Angelina Jolie és annak partnere, Brad Pitt is jelen volt.

## Filmjei
- Ketten a pácban (1982)
- The Man Who Loved Women (1983)